# Limnephilus xanthodes
Limnephilus xanthodes là một loài Trichoptera trong họ Limnephilidae. Chúng phân bố ở miền Cổ bắc.